# Grégory Anquetil
Grégory Anquetil (Harfleur, 14. prosinca 1970.), umirovljeni francuski rukometaš i reprezentativac, jedan od najboljih rukometaša u povijesti. 
Anquetil je rođen 14. prosinca 1970. u francuskom mjestu Harfleur, a profesionalnu rukometnu karijeru započinje u klubu ESM Gonfreville l' Orcher. Tamo ostaje do 1988. kada odlazi u Montpellier HB, klub u kojem će provesti ostatak karijere i pokazati veliku privrženost. Legendarna Montpellierova "devetka" (kao i u reprezentaciji, nosio je dres s brojem 9) ostavila je najbolje godine svoje karijere u klubu, doživjevši brojne uspjehe među koje spadaju ulazak u prvu ligu 1992., naslovi prvaka 1995., 1998., 1999., 2000., 2002., 2003., 2004., 2005. i 2006., osvajanje kupa 1999., 2000., 2001., 2002., 2003., 2005. i 2006., liga kupa 2004., 2005., 2006. i 2007. i osvajanje EHF-ove Lige prvaka 2003. godine. U tom je finalu igrao protiv svoga reprezentativnog kolege Jacksona Richardsona, koji je tada igrao u Portland San Antoniju, a Montpellier je, tako, postao prvi francuski klub koji je odnio titulu prvaka Europe.
Za reprezentaciju, za koju je igrao 13 godina, premijerno je nastupio 20. prosinca 1994. protiv Norveške, a u 13 godina sakupio je 169 nastupa i 476 golova. S reprezentacijom je osvojio dvije svjetske bronce (1997. i 2003.) i dva zlata (1995. i 2001.). Godine 2007., preknuo je svoju rukometnu karijeru.
Oženjen je i ima dvoje djece, a trenutačno radi kao savjetnik i konzultant za Canal+ Sport, vezano uz utakmice reprezentacije, i Sport+, vezano uz utakmice Lige prvaka.